# Западный диалект татарского языка
Западный диалект (также известен под названием Мишарский диалект, тат. Татар теленең көнбатыш диалекты, мишәр диалекты) — один из диалектов татарского языка. Является разговорной речью для татар-мишарей, молькеевских и чистопольских кряшен, булгаринских татар, а также для мордвы-каратайцев.

## Характеристика
Западный диалект является более единообразным, сохранил больше древних черт, чем казанский диалект, говоры его соприкасались с небольшим числом других языков (в основном с русским и мордовским) Взаимная близость мишарских говоров объясняется относительно поздним расселением мишарей (начиная с конца XVI века), происходившим в связи с созданием царским правительством так называемых защитных (засечных) линий.
Западный диалект, в отличие от казанского, по мнению ряда исследователей, входит в половецко-кыпчакскую группу языков (В. В. Радлов, А. Н. Самойлович).
При создании современного татарского кириллического алфавита, за основу была взята фонетика татар-мишарей, которая близка к фонетике старотатарского литературного языка, чем обуславливается присутствие в алфавите несвойственных для среднего диалекта букв и обозначаемых ими звуков Ч (тч) и Җ (дж), а также отсутствие Щ (фрикативный (щелевой) эквивалент Ч), Ў, Қ и Ғ.

## Говоры
Мишарский диалект татарского языка Л. Т. Махмутова делит на две группы говоров: «цокающую» и «чокающую». В то же время Г. Х. Ахатов в своей классификации подразделяет мишарский диалект на три группы говоров, добавляя к «цокающей» и «чокающей» — «смешанную» группу говоров. Лингвистически говоры близки друг к другу, однако имеют отличия: каждой из этих групп присущи некоторые специфические особенности в области фонетики, грамматики и лексики.
К «чокающей» группе мишарских говоров относятся:
- темниковский говор (западные районы Мордовии и Пензенской области, Тамбовская область)[9]
- лямбирский говор (восточная часть Мордовии)[9]
- кузнецкий говор (Пензенская область)[10]
- хвалынский говор (юг Ульяновской области)[10]
- шарлыкский говор (Оренбургская область)[9][10]
- волгоградский (Волгоградская и Астраханская области, Ставропольский край, Адыгея)
- говор молькеевских кряшен (Кайбицкий район Татарстана)
- говор мордвы-каратайцев (Камско-Устьинский район, с. Ташкирмень Лаишевского района Татарстана)
- чистопольский говор (смешанный) (районы Закамья Татарстана и Самарской области)[11]
- говор чистопольских кряшен (районы Закамья Татарстана)[11][12]
- стерлитамакский (центральные и западные районы Башкортостана, Бавлинский район Татарстана)
- карсунский (запад Ульяновской области)
- алтатинский (Саратовская область[9][10]

«Цокающую» группу мишарских говоров составляют:
- сергачский говор (Нижегородская область)[11]
- дрожжановский говор (Татарстан, Чувашия, северо-запад Ульяновской области)[11]
- мелекесский говор (северные районы Ульяновской области)[11].
- байкибашевский (Бирский, Караидельский, Мишкинский районы Башкортостана)[9]
- куршинский (с. Татарщино Тамбовской области)
- чистопольский говор (смешанный) (районы Закамья Татарстана и Самарской области)[11]
- азеевский (с. Азеево Рязанской области)[13]

## Фонетические процессы
Ведущие фонетические процессы подавляющего большинства говоров мишарского диалекта, отличающие его как от среднего диалекта, так и от литературного языка, следующие:
- употребление неогубленного а во всех позициях: бала, алма;
- наличие в некоторых говорах различных вариантов дифтонгоидов уо—уo, үe—үe (в первом слоге слова), ıo—ıo, eө—өe: дүeрт -дүрт
- монофтонгизация дифтонгов в определённых позициях: ү—өү;
- употребление заднеязычных литературных К, Г, Х (вместо увулярных Қ, Ғ, χ[14] среднего диалекта);
- отпадение начального Г, произошедшего из надгортанникового ع (ʿайн) в арабских словах: алим — галим, әдәт — гадәт;
- закономерное литературное й-окание в начале слов: йер-җир (ср. диал.), юл-җул (ср. диал.);
- группе говоров присуще использование ч (тч): чәч (ср. диал щәщ «волосы»); присутствует группа с использованием ц вместо ч (тч).
- в мишарских говорах звуки Ч и Җ — аффрикаты (против щелевых в среднем диалекте)[15].

## Особенности морфологии
Основная особенность мишарского диалекта заключается в сохранении древних форм, присущих современным кипчакским языкам, а также старотатарскому литературному языку (например, формы повелительного наклонения на -гын, желательного наклонения на -гай, прошедшего-настоящего времени на -ып, причастия на -дач и др.).
В области грамматики мишарский диалект также достаточно однообразен, подавляющее большинство его особенностей характерно для всех или почти всех его говоров и относится, главным образом, к системе глагола:
- образование наречий времени с помощью характерных слов ката и озын: төн ката — (литер.) төн буе («всю ночь»), көн озын — көн буе («весь день»);
- выражение желания, хотения посредством особой конструкции, состоящей из архаичного имени действия на -гы/-ге + килә (баргым килә — «мне хочется пойти») или имени действия на -ма/мә + килә (барма киләм — «я собираюсь пойти»), реже инфинитив на -ырга/-ергә + килә (барырга киләм — «я хочу, собираюсь пойти»). Первое сочетание соответствует литературному -асы/-әсе + килә (барасым килә), вторые — литературному -макчы/мәкче булу (бармакчы булам). В ряде говоров конструкция типа -гы килә употребляется в обоих значениях;
- сохранение более древней формы глаголов 3-го лица единственного числа настоящего времени изъявительного наклонения на -дыр — ул киләдер (литер.) ул килә («он идёт»);
- выражение многократности действия посредством аффикса -гала/гәлә, -ыштыр/-ештер: ашкала — ашаштыргала («ешь понемногу» или «ешь время от времени»).

Следует отметить также частое и постоянное употребление уменьшительного аффикса -ук/-үк при сокращённых именах собственных: Халук — Халифә, Хайрук — Хайрулла.
Кроме того, в некоторых говорах в 1-м и 2-м лице единственного и множественного числа прошедшее-настоящее время изъявительного наклонения образуется на основе деепричастия на - ып/-еп: барыпмын — (литер.) барганмын (я (кажется) ходил). В части говоров сохранились древние формы 2-го лица единственного числа повелительного наклонения на -гын/-ген (баргын — (литер.) бар) и причастия на -дач, но только в определённых сочетаниях: килен булдачы (являющаяся невесткой), кода булдач (являющийся сватом).
Числительные 80 и 90 звучат преимущественно как сигезән и тугызан.